# Limnophyes bequarti
Limnophyes bequarti är en tvåvingeart som beskrevs av Maurice Emile Marie Goetghebuer 1939. Limnophyes bequarti ingår i släktet Limnophyes och familjen fjädermyggor.
Artens utbredningsområde är Algeriet. Inga underarter finns listade i Catalogue of Life.